# Antonio Scialoja
Antonio Scialoja (San Giovanni a Teduccio, 31 luglio 1817 – Procida, 13 ottobre 1877) è stato un economista e politico italiano.

## Biografia
Nasce con i nomi "Antonio Giuda Taddeo Giuseppe Mariano" nel piccolo comune di San Giovanni a Teduccio alle ore 20 da Don Aniello Scialoja, ispettore di polizia, e Raffaela Madia.
Allievo di Domenico Simeone Oliva in giovane età, si laureò in giurisprudenza a Napoli nel 1841 e divenne professore di economia politica all'Università di Torino nel 1846. Nel 1844 si era recato per alcuni mesi a Parigi e a Londra incaricato da alcune case commerciali napoletane, entrando in rapporto, in particolare, con l'ambiente culturale parigino.
Ritornò nel Regno delle Due Sicilie nel 1848 per diventare Ministro dell'Agricoltura e del Commercio nel governo liberale di Carlo Troja. Arrestato dopo la repressione del 1849, fu condannato all'esilio "perpetuo" e quindi costretto a rifugiarsi nel regno di Sardegna. A Torino continuò con gli studi di economia approvando in pieno l'indirizzo liberistico del Cavour. Ne sono testimonianza le sue opere più note: Carestia e Governo (1853) e Note e confronti dei bilanci del Regno di Napoli e Stati Sardi (1857). In quest'ultima opera Scialoja confrontò il bilancio del Regno delle Due Sicilie col bilancio del Piemonte nel 1851 e rilevò come lo sviluppo economico registrato in Piemonte fosse dovuto in gran parte alla politica della spesa pubblica per cui il danaro raccolto con le tasse diventava un generatore di ricchezza, mentre nel regno borbonico la tassazione, molto più bassa, produceva esigui investimenti in opere pubbliche e stagnazione economica.

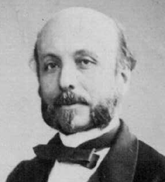
Antonio Scialoja

Ritornò nuovamente a Napoli nel 1860, dopo la spedizione dei Mille, per diventare Ministro delle finanze nel governo provvisorio di Garibaldi. Appoggiò inoltre la fusione delle economie dell'ex regno delle Due Sicilie con gli stati Sardi. Le stesse rigide basi liberiste le applicò a un trattato commerciale fra Italia e Francia che provocò numerose proteste nell'industria italiana, inferiore a quella francese e perciò incapace di vincere la concorrenza.
In seguito fu segretario generale al Ministero dell'Agricoltura nel primo Governo Ricasoli del Regno d'Italia, consigliere della Corte dei Conti e senatore dal 1862, Ministro delle finanze nel secondo Governo La Marmora e poi nel secondo Governo Ricasoli, infine Ministro della pubblica istruzione nel Governo Lanza e nel secondo Governo Minghetti: si dimetterà dall'incarico per la mancata approvazione del suo progetto sull'istruzione elementare obbligatoria.

Il 2 maggio 1866 in seguito alla crisi finanziaria, il corso del consolidamento italiano alla Borsa di Parigi cedeva. Il ministro delle finanze Antonio Scialoja proclamava il corso forzoso, ossia l'inconvertibilità in oro ed argento della moneta circolante.
La Banca nazionale era obbligata a fornire al Tesoro un mutuo di 250 milioni di lire. Si sarebbe decretato poi l'emissione di un prestito redimibile forzoso (l'antenato dei BOT). La città di Firenze gli ha dedicato una strada, anche Torino sebbene insieme al figlio Vittorio.
A lui si deve l'ordine del giorno che il 4 agosto 1870 autorizzò il governo ad armarsi per fronteggiare gli effetti della guerra franco-prussiana, legittimando così a livello parlamentare la presa di Porta Pia del successivo 20 settembre.
Nel 1876 ebbe l'incarico di razionalizzare le finanze dell'Egitto.
Muore l'anno successivo e le sue spoglie mortali riposano a tutt'oggi nel cimitero di Procida.

## Opere
- I principj della economia sociale esposti in ordine ideologico da Antonio Scialoja, Napoli, Tip. G. Palma, 1840.
  -  Principi della economia sociale, Torino, Pomba, 1846.
  - Franco Angeli, 2006. ISBN 88-464-6406-0.
- Su la proprietà de' prodotti d'ingegni e sua pegnorazione : dissertazione, Napoli, Stamp. Filantropica, 1845.
- Trattato elementare di economia sociale, Torino, a spese di G. Pomba e C., 1848.
- Carestia e governo, Torino, Favale e C., 1853.
- I bilanci del regno di Napoli e degli Stati sardi. Con note e confronti, Torino, Società Editrice Italiana di M. Guigoni, 1857.
- Riordinamento dei tributi diretti ed altri disegni di legge accennati nella esposizione finanziaria dell'ex-ministro per le finanze A. Scialoja, Firenze, Stamperia reale, 1867.

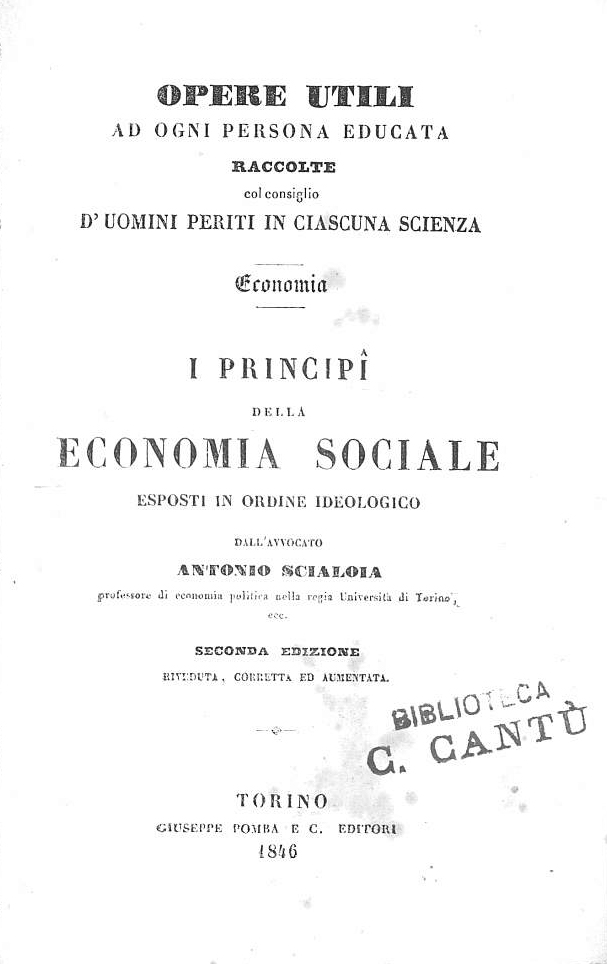
Principi della economia sociale, edizione del 1846

## Onorificenze

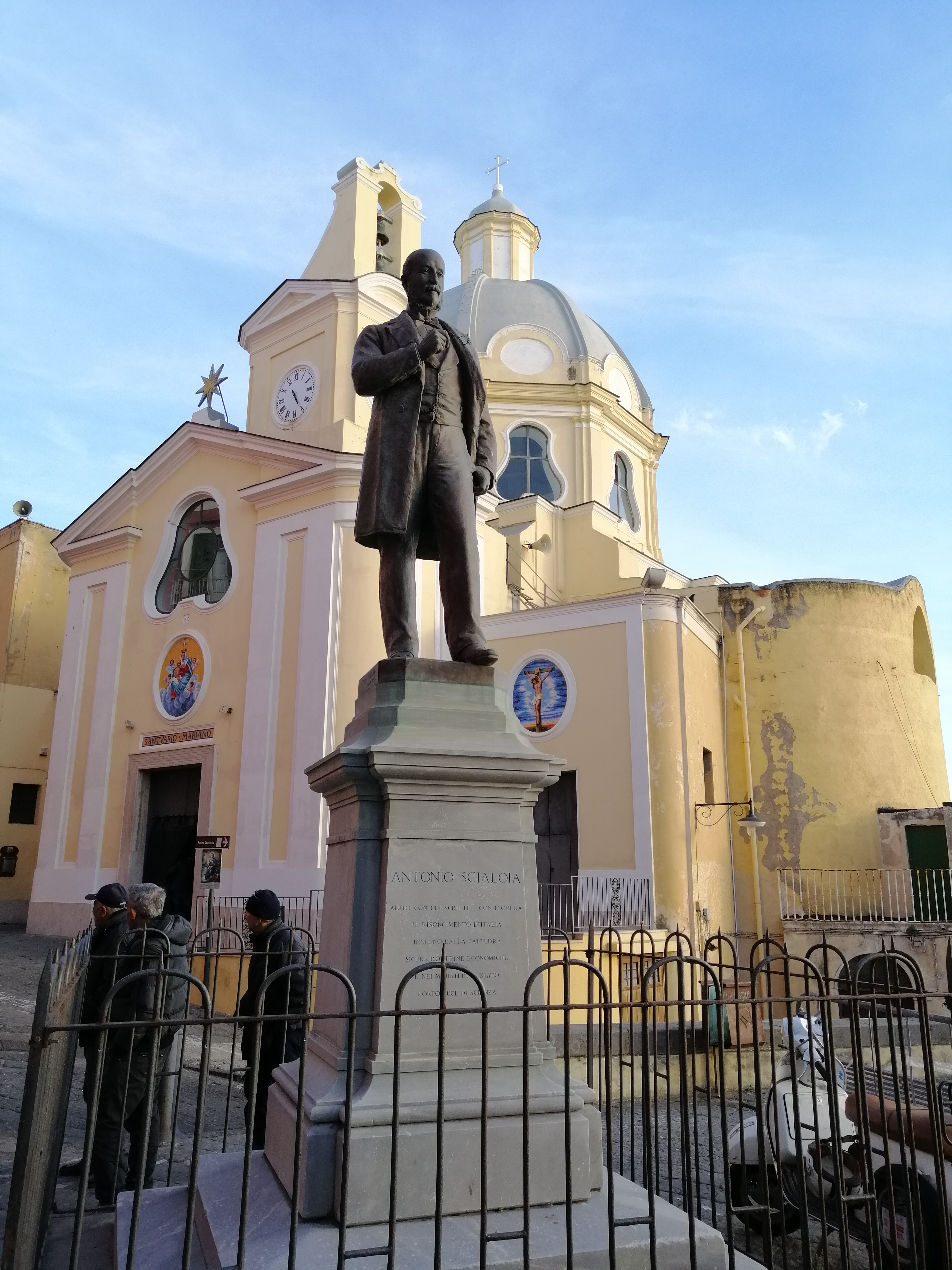
Monumento ad Antonio Scialoja nell'isola di Procida, in Piazza dei Martiri.